# Boulton Paul P.75 Overstrand
Pour les articles homonymes, voir Boulton.
Le Boulton-Paul P.75 Overstrand est le dernier bombardier biplan de la Royal Air Force. Il entra en service en 1934, et le nombre total d'exemplaires fabriqués fut de vingt-huit. Au début de la Seconde Guerre mondiale, onze étaient encore en activité, dont six utilisés pour l'entraînement au tir .

### Développement lié
- Boulton Paul Sidestrand

### Aéronefs comparables
- Martin B-10,
- Breguet 410